# Rushware
Die Rushware Microhandelsgesellschaft mbH war ein deutscher Publisher für Computerspiele. Sie gehörte in den späten 1980ern und 1990ern zu den führenden Verlagen und Distributoren für Computerspiele im europäischen und insbesondere dem deutschen Markt. Über die Tochter Rainbow Arts entwickelte das Unternehmen auch eigene Spielesoftware. 2000 wurde Rushware vom amerikanischen Computerspielpublisher THQ übernommen und zu dessen deutscher Vertriebsniederlassung umfunktioniert.

## Geschichte
Rushware wurde 1984 innerhalb des Schallplattenvertriebs Rush Records (u. a. Geil von Bruce & Bongo) als Vertriebsabteilung für Software gegründet. Gründer waren Hans Rabe und Jürgen Goeldner. Neben Spielen vertrieb das Unternehmen auch Zubehör wie Joysticks. Spiele wurden unter anderem über das Label Eurogold veröffentlicht. 1985 gelang Rushware auf der IFA ein Abkommen über die deutschsprachigen Veröffentlichungsrechte für die Titel Summer Games und Winter Games des amerikanischen Entwicklers Epyx. Damit sicherte sich das Unternehmen die erfolgreichsten Titel des Jahres und konnte sich überraschend gegenüber Marktführer Ariolasoft durchsetzen. Rushware sorgte auch für die Produktion der Spieledisketten. Statt der ursprünglich geschätzten 10.000 Kopien verkaufte sich das Spiel im deutschsprachigen Raum rund 100.000 Mal für den C64. Da die Spiele außerdem sehr strapaziös für Joysticks war, profitierte das Unternehmen zusätzlich vom Verschleiß des Zubehörs und bot zusätzlich einen Reparaturservice an. Für das künftige Lizenzgeschäft wurde mit Softgold ein eigenes Tochterunternehmen gegründet, während Rushware für das Vertriebsgeschäft verantwortlich zeichnete. Es entstanden Kooperationen mit SSI, NovaLogic, Sir-Tech und insbesondere Lucasfilm Games.
1986 wurde das Entwicklerstudio Rainbow Arts übernommen. 1988 erwirkte Nintendo eine einstweilige Verfügung gegen Rushware, da sich das Spiel The Great Giana Sisters des Tochterunternehmens Rainbow Arts/Time Warp beim Game Design deutlich bei Nintendos Super Mario Bros. bedient hatte. Rushware konnte eine außergerichtliche Einigung erreichen, musste das Spiel jedoch aus dem Handel zurückziehen und eine Entschädigung an Nintendo zahlen. 1990 deckte Rushware zusammen mit Marktführer Ariolasoft und dem britischen Anbieter U.S. Gold 90 % des deutschen Computerspielmarktes ab.
1992 wurde Rushware Teil der Funsoft Holding. Rushware erhielt das Angebot, den deutschen Vertrieb von Tomb Raider zu übernehmen. Geschäftsführer Goeldner glaubte jedoch nicht an den Erfolg bei seiner überwiegend männlichen Käuferschaft. Im Dezember 1998 verkaufte die Funsoft Holding Rushware und seine Töchter an den amerikanischen Publisher THQ. THQ bezahlte 1,5 Millionen US-Dollar in bar und 4,5 Millionen Dollar in Form von THQ-Aktien. Im Dezember 2000 wurde Rushware in THQ Entertainment GmbH umbenannt.